# Sammy Angott
Sammy Angott est un boxeur américain né le 16 janvier 1915 à Washington (Pennsylvanie) et mort le 22 octobre 1980 à Cleveland (Ohio).

## Carrière
Il devient champion du monde des poids légers le 19 décembre 1941 en battant aux points son compatriote Lew Jenkins puis confirme cette victoire aux dépens d'Allie Stolz le 15 mai 1942. Angott se blesse alors à la main et doit laisser son titre vacant en novembre 1942. Il remonte sur un ring à peine 4 mois plus tard et devient champion de la National Boxing Association (NBA) du 27 octobre 1943 au 8 mars 1944.

## Distinction
- Sammy Angott est membre de l'International Boxing Hall of Fame depuis 1998[1].